# 毕宿增八
金牛座47，又名BD+08 652，HD 26722、SAO 111674、HR 1311，是金牛座的一颗恒星，视星等为4.84，位于銀經183.6，銀緯-28.94，其B1900.0坐标为赤經4h 8m 30s，赤緯+9° -28.94′ 37″。
金牛座47是一颗联星，其主星是一颗G型巨星，其半径十三倍于太阳。而其伴星则可能是一颗白色的A型主序星，更暗淡。主星伴星相距约1.3弧秒，由于二星距离较远，因此它们要经过约479年才能环形轨道一周。